# St. Jakobus und Pelagius (Laupertshausen)

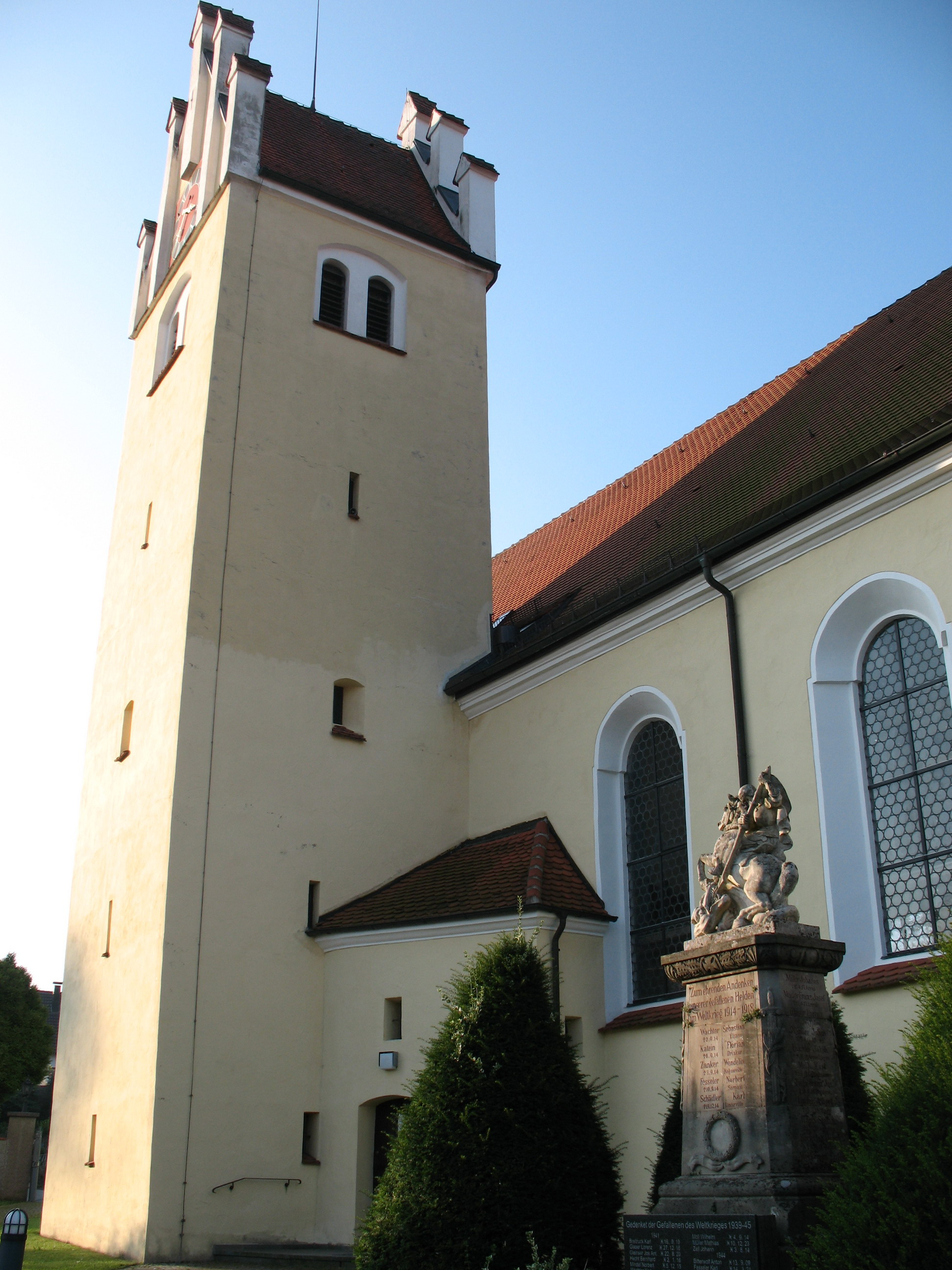
St. Jakobus und Pelagius in Laupertshausen

Die römisch-katholische Pfarrkirche St. Jakobus und Pelagius steht in Laupertshausen, einem Gemeindeteil von Maselheim im Landkreis Biberach von Baden-Württemberg. Die Kirchengemeinde gehört zum Dekanat Biberach der Diözese Rottenburg-Stuttgart. Das Bauwerk ist beim Landesamt für Denkmalpflege Baden-Württemberg als Baudenkmal eingetragen.

## Beschreibung
Die Saalkirche wurde ab 1714 vom Hospital der freien Reichsstadt Biberach an der Riß neu erbaut. Sie besteht aus einem Langhaus, einem eingezogenen, halbrund geschlossenen Chor im Osten, und einem Chorflankenturm an der Nordwand des Chors. Das Erdgeschoss des Chorflankenturms ist gotisch. Sein oberstes aufgestocktes Geschoss beherbergt hinter den als Biforien gestalteten Klangarkaden den Glockenstuhl. Darauf sitzt quer ein Satteldach zwischen Staffelgiebeln, in denen sich die Zifferblätter der Turmuhr befinden. 
Der Innenraum des Langhauses ist mit einem Stichkappengewölbe überspannt, das mit Stuck verziert ist. Die Kirchenausstattung stammt aus der Erbauungszeit. Die Orgel wurde 1963 von der Reiser Orgelbau errichtet.